# 柏林足球联赛
柏林联赛（德語：Berlin-Liga，在2008年以前称为柏林协会联赛）是德国首都柏林足球协会辖下的顶级足球赛事和德国足球联赛系统的第六级赛事。自1990年两德统一以来，它便取代柏林业余高级联赛成为了柏林本土足球的最高水平联赛。其冠军可以直接升入东北高级联赛并获得柏林足球冠军称号。

## 历史
在民主德国解体和东、西柏林合并为柏林联邦州之前，于西侧和东侧曾分别存在有高级联赛和行政区联赛作为柏林的顶级足球赛事。两德统一后，原属东德足球协会管辖的东柏林足球俱乐部于1990年11月20日被并入西柏林的柏林足球协会主管。为此还制定了构建一个适用于全柏林的单轨制顶级联赛的目标。
在1990-91赛季之前，东柏林的行政区联赛便已撤销，并作为第二赛区被纳入既有的西柏林州级联赛，后者从而被分为东、西两个赛区。州级联赛的上级赛事——柏林高级联赛在这一赛季结束后也被撤销，并于1991-92赛季整合至新成立的东北高级联赛的北区和中区。而下级的柏林州级联赛则继续维持双赛区制（但不再根据东部和西部划分）。至1992-93赛季开始，单轨制的柏林协会联赛终于面世。随着它们的设立，协会联赛成为了继两个联邦联赛和东北高级联赛之后的第四级联赛，并位居已被调低一级的柏林州级联赛之上。而当地区联赛作为第三级联赛于1994年重新引入之后，协会联赛则相应下滑至第五级。
在2007-08赛季结束后，德国联赛足球再度进行架构调整。其中包括引入新的单轨制德丙联赛，使此前作为第三级的地区联赛降为第四级。而德国东北足球协会辖下的所有联赛在强度上也相应调低一个级别。出于改革原因，这一赛季升级至东北高级联赛的资格模式进行了调整：除了柏林冠军可以直接入围外，协会联赛的亚军也可以与萨克森-安哈尔特协会联赛的亚军参加两场附加赛，以争夺另一个升级名额。然而，利希滕贝格47却在附加赛中不敌马格德堡业余队，未能升级至高级联赛。
至2008-09赛季初，柏林协会联赛正式更名为柏林联赛。

## 历年冠军
| - 1993 弗洛瑙 - 1994 威默斯多夫 - 1995 科佩尼克 - 1996 柏林克罗地亚 - 1997 新克尔恩塔斯马尼亚 - 1998 柏林普鲁士网球 - 1999 柏林AK07 - 2000 柏林土耳其体育 | - 2001 利希滕贝格47 - 2002 科佩尼克 - 2003 柏林绿色家园 - 2004 柏林迪纳摩 - 2005 柏林普鲁士 - 2006 利希滕费尔德 - 2007 斯潘道 - 2008 莱尼肯多夫狐狸 | - 2009 利希滕拉德25 - 2010 柏林联盟二队 - 2011 柏林维多利亚1889 - 2012 老格里尼克 - 2013 柏林许图尔克 - 2014 策伦多夫赫塔 - 2015 柏林普鲁士网球 - 2016 老格里尼克 |

### 文献
- Deutschlands Fußball in Zahlen, An annual publication with tables and results from the Bundesliga to Verbandsliga/Landesliga, publisher: Deutscher Sportclub für Fußballstatistiken
- Kicker Almanach, The yearbook on German football from Bundesliga to Oberliga, since 1937, published by the Kicker Sports Magazine
- Die Deutsche Liga-Chronik 1945-2005 History of German football from 1945 to 2005 in tables, publisher: DSFS, published: 2006